# جوزفين كوكران
جوزفين كوكران (بالإنجليزية: Josephine Cochrane)‏ (و. 1839 – 1913 م) هي مخترِعة، من الولايات المتحدة، ولدت في شيلبيفيل، توفيت في شيكاغو، عن عمر يناهز 74 عاماً.

## جوائز
حصلت على جوائز منها:
- القاعة الوطنية للمخترعين المشاهير.